# Ядерная триада
«Я́дерная триа́да» (от греч. τριάς, род.п. τριάδος — «троица»; англ. Nuclear triad) — общепринятый международный термин, обозначающий оснащённые ядерным оружием стратегические вооружённые силы государства, включающие в себя три компонента:
- стратегическая авиация;
- межконтинентальные баллистические ракеты;
- атомные подводные ракетоносцы[3].

Разделение стратегических ядерных зарядов государства между несколькими видами ядерных вооружённых сил стратегического назначения обеспечивает невозможность уничтожения всего боеспособного арсенала ядерного оружия в случае внезапного нападения противника и предоставляет большую гибкость в его применении. Даже при полном уничтожении арсеналов двух любых компонентов, третий должен быть способен нанести ответный удар, гарантирующий уничтожение противника или причинение ему неприемлемого ущерба.

## Классическая «ядерная триада»
Классическая «ядерная триада» состоит из сухопутного, морского и воздушного компонентов. Считается, что полноценной ядерной триадой в XX веке обладали имевшие ядерный паритет сверхдержавы СССР и США, и в настоящее время (с 1991 г.) из всех ядерных держав ядерной триадой обладают только США и Россия.
Тактические ядерные заряды не входят в ядерную триаду, так как не предназначаются для использования в нанесении «второго удара».

### Компоненты

#### Сухопутный
Межконтинентальные баллистические ракеты (МБР) стационарного и мобильного базирования являются главным компонентом стратегических ядерных сил. Малая уязвимость МБР обеспечивается за счёт высокой защищённости стационарных шахтных пусковых установок, способных выдержать близкий (до нескольких сотен метров) ядерный взрыв средней мощности и рассредоточения их на местности. Мобильные грунтовые и железнодорожные пусковые установки способны быстро менять позиции и маневрировать в пределах всей дорожной сети страны, что затрудняет их обнаружение и уничтожение.

#### Морской
Основным носителем межконтинентальных баллистических ракет на флоте являются атомные подводные лодки. Они имеют большой срок автономности и способны скрытно маневрировать в пределах всего мирового океана и проводить запуски ракет из подводного положения, а также всплывая из-подо льдов Северного Ледовитого океана, что делает их обнаружение и уничтожение до момента запуска ракет очень сложной задачей. Существуют подводные лодки, способные нести до 24-х МБР с четырнадцатью боевыми частями индивидуального наведения каждая (лодки типа «Огайо»), что делает даже одиночную подводную лодку крайне опасной.
Некоторые надводные корабли также способны нести крылатые ракеты с ядерными боевыми частями.

#### Воздушный
Носителем крылатых ракет воздушного базирования с ядерными боеголовками и ядерных бомб являются стратегические бомбардировщики, способные совершать дальние перелёты и длительное время находиться в воздухе на патрулировании, в том числе и возле границ потенциального противника. Это даёт возможность политического давления на противника, обеспечивает быстрое нанесение удара в случае начала войны. Также достоинством таких бомбардировщиков является возможность оперативного манёвра силами и поражения цели практически в любой точке мира.

## «Ядерная триада» России
«Ядерную триаду» России, согласно актуальному составу стратегических ядерных сил Российской Федерации, составляют:
- ракетные войска стратегического назначения Российской Федерации (РВСН);
- морские стратегические силы Российской Федерации;
- стратегическая авиация Российской Федерации.

По состоянию на 1 октября 2016 года в боевой состав ракетных войск стратегического назначения России (РВСН) входит около 300 ракетных комплексов, способных нести более 1000 ядерных боевых зарядов. На боевом дежурстве РВСН находятся: 46 тяжёлых ракет Р-36М2 (SS-18, Satan), 20 (30?) ракет УР-100Н УТТХ (SS-19), 72 подвижных грунтовых комплекса РТ-2ПМ «Тополь» (SS-25), 60 комплексов РТ-2ПМ2 «Тополь-М» шахтного базирования (SS-27), 18 мобильных комплексов РТ-2ПМ2 «Тополь-М» (SS-27), 78 мобильных комплекса РС-24 «Ярс» и 18 РС-24 «Ярс» шахтного базирования. Треть всех ракет — новейших типов, с дальностью 11-13 тысяч километров. Все МБР наземного базирования развёрнуты в позиционных районах одиннадцати ракетных дивизий трёх ракетных армий. Географически соединения ракетных войск России расположены таким образом, что никакой глобальный удар не может разом вывести из строя группировку РВСН.
С 2013 года в России началось обновление морского компонента «ядерной триады». 10 января 2013 года на вооружение ВМФ РФ были приняты новый стратегический атомный подводный крейсер «Юрий Долгорукий» (проекта 955 «Борей») и его основное оружие — межконтинентальная баллистическая ракета морского базирования Р-30 «Булава-30», 23 декабря 2013 года — вторая подводная лодка проекта 955 «Борей» «Александр Невский», 19 декабря 2014 года — третья АПЛ этого же проекта «Владимир Мономах».
Таким образом, в строю морских стратегических сил РФ по состоянию на 1 марта 2017 года находятся 13 атомных подводных лодок с баллистическими ракетами ПЛАРБ с 212 пусковыми установками, способных нести до 936 ядерных боевых блоков, из них боевое дежурство несут 10 ПЛАРБ со 160 носителями. Основу морских стратегических сил России составляют 5 ракетоносцев проекта 667БДРМ «Дельфин» (Delta IV), оснащённых 80 (16 х 5) пусковыми установками (ПУ) с баллистическим ракетами подводных лодок (БРПЛ) Р-29РМУ2 «Синева» (SS-23) и их модификацией Р-29РМУ2.1 «Лайнер», ещё одна подлодка этого проекта находится на плановом перевооружении. В строю остаются 3 подводные лодки проекта 667БДР «Кальмар» (Delta III), оснащённых 32 (16 х 2) ПУ ракет Р-29Р, причём одна лодка данного проекта прошла ремонт и модернизацию в 2011—2016 годах и вернулась в строй в феврале 2017 года. Также на боевую вахту заступили 3 подводные лодки проекта 955A «Борей», оснащённых 48 (16 х 3) ПУ со стратегическими ракетами Р-30 «Булава». Тяжёлый ракетоносец проекта 941 «Акула» (Typhoon) переделан под испытания ракет Р-30 «Булава». На ПЛАРБ размещено более 700 ядерных боевых блоков. Дальность ракет — 8-9,3 тысяч километров. К 2020 году основу морского компонента «ядерной триады» России составят восемь «Бореев» (на каждой — 16 БРПЛ «Булава»).
Стратегическая авиация «ядерной триады» России по состоянию на 1 мая 2017 года состоит из 60 стратегических бомбардировщиков Ту-95МС и 16 Ту-160, дислоцированных на трёх авиабазах. От других компонентов «триады» российскую дальнюю авиацию, называемую «длинной рукой», отличает гибкость применения, ведь перенацелить самолёт можно прямо в воздухе. В 2015 году пять «Ту-160» вернулись в строй обновлёнными, должны пройти модернизацию и все остальные боевые стратегические самолёты этой модели.
Министр обороны Российской Федерации Сергей Шойгу, выступая 11 декабря 2015 года на заседании расширенной коллегии Министерства обороны Российской Федерации, об оснащении «ядерной триады» России сообщил: 

«Доля современных вооружений в наземных стратегических ядерных силах составила 51 %. Авиационные стратегические ядерные силы в 2015 году пополнились десятью самолётами, из них два Ту-160, три Ту-95МС и пять Ту-22М3. Усилилась боевая мощь стратегических ядерных сил. В состав постоянной готовности введены два ракетных крейсера — „Александр Невский“ и „Владимир Мономах“. Всего в ВС РФ поставлено 35 баллистических ракет, что позволило добиться уровня оснащения современными вооружениями „ядерной триады“ в 55 %».— Сергей Шойгу, министр обороны Российской Федерации.
20 декабря 2015 года президент России Владимир Путин в интервью Владимиру Соловьёву, показанном в документальном фильме Саиды Медведевой «Миропорядок» в эфире телеканала «Россия-1», по вопросу ядерного оружия сделал следующее заявление: 

«Как фактор сдерживания Россия, как одна из ведущих ядерных держав, будет это оружие совершенствовать… Ядерная триада лежит в основе нашей политики ядерной безопасности, но мы никогда не размахивали и никогда не будем размахивать этой ядерной дубиной, но в нашей военной доктрине ей отводится надлежащее место и надлежащая роль».— Владимир Путин, президент Российской Федерации.
По данным Государственного департамента США, по состоянию на 1 марта 2017 года в составе стратегических ядерных сил России находилось 1765 ядерных боезарядов на 523 развёрнутых стратегических носителях, общее же количество носителей, развёрнутых и неразвёрнутых, составляло 816 штук.
По информации министра обороны РФ Сергея Шойгу, в ноябре 2023 года с вводом в состав ВМФ трех атомных подводных крейсеров проекта «Борей-А» доля современных кораблей в ядерной триаде России достигла 100%.

## «Ядерная триада» США
В течение 2020-х годов США намереваются формировать новую ядерную триаду, которая прослужит до конца XXI века.
2 февраля 2018 года Министерство обороны США опубликовало новую ядерную доктрину Соединённых Штатов Америки под названием «Обзор ядерной политики», исходя из которой США намерены продолжать предложенную в 2010 году бывшим президентом Бараком Обамой концепцию модернизации ядерных сил в связи с «развитием российского ядерного потенциала». Ключевые места в стратегии занимают также ядерные силы КНР, Ирана и КНДР.
В своём заявлении от 2 февраля 2018 года Президент США Дональд Трамп отметил:

«На протяжении последнего десятилетия, несмотря на попытки США снизить роль и арсенал ядерного оружия, другие ядерные державы наращивали свой арсенал, увеличивали значение ядерного оружия в своих стратегиях безопасности, а также — в ряде случаев — продолжали развивать новые ядерные возможности, чтобы угрожать другим народам. Последующие администрации США воздерживались от крайне необходимой модернизации ядерного оружия, инфраструктуры и средств доставки… Ядерная доктрина 2018 года направлена на то, чтобы справиться с этими вызовами».
Согласно этой новой ядерной доктрине, материально-техническую основу вновь создаваемой стратегической ядерной триады страны составят 400 моноблочных МБР наземного базирования, предположительно под названием «Минитмен-4», первая из которых появится в 2029 году, для размещения которых будет оставлено повышенное количество шахтных пусковых установок (450), что позволит рассредоточить этот компонент стратегических ядерных сил и создать до 50 ложных шахт под такие ракеты.
На начальном этапе в ядерную триаду США должны войти до 240 БРПЛ «Трайдент-2» (D-5), установленных на 12 ПЛАРБ типа «Колумбия» с большим водоизмещением по сравнению с ПЛАРБ типа «Огайо» (соответственно, 21 тыс. тонн против около 19 тыс. тонн). Впоследствии названные БРПЛ будут заменены на новые типы. Первая атомная субмарина нового класса должна выйти на боевое патрулирование в 2031 году.
Третьей составляющей обновлённой триады станут 60 тяжёлых бомбардировщиков типа «B-21 Рейдер» («B-3») с ядерными крылатыми ракетами воздушного базирования и корректируемыми ядерными авиабомбами. Первый такой бомбардировщик должен быть сооружён в 2025 году. Впоследствии на этих бомбардировщиках будет размещена новая крылатая ракета повышенной дальности с ядерным боезарядом. Кроме того, триаду усилит неназванное количество бомбардировщиков средней дальности двойного назначения, то есть способных нести авиабомбы в ядерном или неядерном снаряжении. Основу последних составят уже поступающие в ВВС США новые многофункциональные истребители-бомбардировщики «F-35» передового наземного и авианосного базирования, что означает, что они появятся на аэродромах многих государств Североатлантического альянса (НАТО) и его внеблоковых союзников, прилегающих к территории России и КНР.
17 февраля 2018 года на Мюнхенской конференции по безопасности первый заместитель госсекретаря США Джон Салливан заявил:

«Мы не собираемся представлять новые виды вооружений, мы собираемся реализовывать договор о стратегических наступательных вооружениях (СНВ). Мы планируем — как Китай и Россия — модернизировать нашу ядерную триаду. В противном случае у нас будут системы, которые устарели на десятки лет, у которых давно вышел срок годности. Если у нас не будет надёжного сдерживания, то в такой ситуации угроза возникновения ядерной войны будет куда больше, чем в той ситуации, когда у нас есть модернизированные системы, когда мы поддерживаем установленные соглашениями уровни [боезарядов]»